# Pierre Boisson
Pierre François Boisson (Saint-Launeuc, 19 juni 1894 – Chatou, 20 juli 1948) was een Frans koloniaal bestuurder en was gouverneur-generaal van Frans-Equatoriaal-Afrika en Frans-West-Afrika.

## Levensloop
Hij was een zoon van onderwijzers. Tijdens de Eerste Wereldoorlog verloor hij een been in de Slag om Verdun. Boisson studeerde vervolgens aan de École coloniale waar hij de beste leerling van zijn jaar was. In 1919 werd hij koloniaal bestuurder. In 1936 werd hij gouverneur-generaal van Frans-Equatoriaal-Afrika. Hij was gouverneur-generaal van Frans-West-Afrika van 29 oktober 1938 tot 10 augustus 1939, en werd vervolgens gouverneur-generaal van Frans-Equatoriaal-Afrika. Van 25 juni 1940 tot 13 juli 1943 was hij weer gouverneur-generaal van Frans-West-Afrika.
Boisson zwoer trouw aan het Vichy-regime van Philippe Pétain en verzette zich bij de Slag om Dakar in september 1940 tegen de poging van Charles de Gaulle om Dakar in te nemen. Boisson probeerde voornamelijk trouw te zijn aan Pétain en verzette zich tegen Pierre Laval en de Duitse pogingen om hun invloed in het gebied uit te breiden. Tot 1942 bleef Boisson trouw aan Vichy.
In november 1942 tijdens Operatie Toorts besloot Boisson om zich niet te verzetten omdat François Darlan een beroep op hem had gedaan. Boisson trad toe tot de Imperiale Raad onder voorzitterschap van Darlan. Na de moord op Darlan eind 1942 werd Boisson voorzitter. Na de aansluiting bij de geallieerden leidde Boisson in Frans-West-Afrika een beleid van intensivering van de landbouwproductie, om aan de geallieerde troepen te leveren.
In november 1943 kwam hij voor een zuiveringscommissie. Vervolgens werd hij door een militaire rechtbank in Algiers berecht. Zijn pensioenrechten werden hem afgenomen. Hij keerde in maart 1945 terug naar Frankrijk. Echter na de oorlog werd hij opnieuw gevangengenomen. In juli 1948 werd Boisson veroordeeld door het Haute Cour de Justice, maar hij stierf kort daarna op 54-jarige leeftijd.